# Сан-Годенцо
Сан-Годенцо, Сан-Ґоденцо (італ. San Godenzo) — муніципалітет в Італії, у регіоні Тоскана,  метрополійне місто Флоренція.
Сан-Годенцо розташований на відстані близько 240 км на північ від Рима, 33 км на північний схід від Флоренції.
Населення — 1180 осіб (2014).

## Демографія
Населення за роками:

Станом на 1 січня 2023 року в муніципалітеті офіційно проживало 79 іноземців з 28 країн, серед них 27 громадян країн Євросоюзу.

## Сусідні муніципалітети
- Дікомано
- Лонда
- Марраді
- Портіко-е-Сан-Бенедетто
- Премількуоре
- Санта-Софія
- Пратовеккьо-Стія